# Christoph Klein
Pour les articles homonymes, voir Klein.
Christoph Michael Klein (né le 20 novembre 1937 à Sibiu, Roumanie) est l’évêque actuel (2008) de l’Église évangélique C.A. (c'est-à-dire se réclamant de la confession d’Augsbourg — Augsburger Bekenntnis, ou A.B., en allemand) de Roumanie. Il a été investi de cette dignité le 24 juin 1990 en la Cathédrale évangélique de Sibiu. Cette même année, il fut reçu docteur honoris causa de l'Université de Vienne.

## Origines et parcours scolaire
Christoph Klein naquit au sein d’une famille fort considérée de la Sibiu (allem. Hermannstadt) de l’entre-deux-guerres. Son père était l’économiste Gustav Adolf Klein, ultime directeur de la Sparkasse, institution financière sise à Sibiu, nationalisée par les autorités communistes. Entre 1954 et 1959, il étudia la théologie à l’Institut de théologie protestante de Cluj (Klausenburg) et à l’Institut théologique protestant de Sibiu.

## Activité pastorale
De 1959 à 1968, il exerça comme pasteur luthérien à Cața (județ de Brașov) et à Sibiu. Après obtention d’un doctorat en théologie (1969), il fut nommé prêtre de ville (allemand Stadtpfarrer) de la communauté luthérienne de Sibiu, et exerça cette fonction de 1972 à 1976. Entre 1976 et 1990, il enseigna comme professeur à l’Institut théologique protestant de Sibiu, qu’il dirigea en qualité de doyen de 1978 à 1986. En 1982, il devint vicaire de l’Église évangélique C.A. de Roumanie, fonction qu’il assuma jusqu’en 1990.